# 낫니차 첫추붑파까리
낫니차 첫추붑파까리(태국어: ณัฐนิชา เชิดชูบุพการี 1997년 11월 16일 - 2018년 4월 7일)는 태국의 여자 배우 및 가수이다. 그녀는 2002-2006년에 아역 배우로 활동한 점이 유명하다. 2018년 4월 7일에 교통사고로 사망하였다.

## 약력
- 1997년 11월 12일 - 태국에서 출생. 그녀는 니왓 웃따왓과 랏다 첫추붑파까리의 딸이다.
- 2002년에 배우 데뷔
- 2018년 4월 7일 - 교통 사고로 아유타야주에서 사망[2]

## 필모그래피 출연

### TV 시리즈
- 2003년 - แก้วตาหวานใจ (Kaew tah warn jai)
- 2004년 - เรือนไม้สีเบจ (Reuan mai see beige)
- 2005년 - ขบวนการปุกปุย (Khabuan karn pukpui)
- 2006년 - โรบอทน้อยหัวใจเพชร (Robot noi huajai phet)
- 2007년 - ผู้กองยอดรัก (Phoo kong yord rak)
- 2013년 - วุ่นนักรักหรือหลอก (Woon nak rak reu lork)
- 2018년 - เส้นสนกลรัก (Sen son kon rak)

### 영화
- 2007년 - ผีเลี้ยงลูกคน (Phee liang look khon)
- 2014년 - กรรไกร ไข่ ผ้าไหม (Kankrai khai phamai)

## 음반

### 앨범
- 2004년 - Nong inn markha Vol.1-2 (น้องอินมาค่ะ VOL.1-2)
- 2005년 - Just kid in